# SolidWorks
SolidWorks（ソリッドワークス）とは、Dassault Systèmes SolidWorks Corporation（現 Dassault Systèmes S.A.の子会社）より提供される機械設計用途の3次元・CADソフトウェア（3Dソリッドモデラー）である。

## 概要
SolidWorks社は1993年に設立され、1995年に最初の製品を出荷した。創業時からの製品ポリシー「使いやすく」、「手頃な価格で利用可能」は、1997年のダッソー・システムズによる買収以後も変わってはいない（社名は「Dassault Systèmes SolidWorks Corporation」に変更された）。2013年には、ライセンスの累計販売数が200万本を突破した。
「使い勝手の良さ」を主なテーマにしており、それまでの大企業向けのUNIXをインフラとしたCATIA V4、Pro/ENGINEER（現PTC Creo Parametric）、Unigraphics（UGS NX参照）などのハイエンドCADと、AutoCADに代表されるPC系CADに割り込む、ミドルレンジ3D CADという位置づけにより普及したソフトウエアである。普及価格帯の3D CADはその後多く発表されるが、SolidWorksはその先駆である。
ダッソー・システムズには買収以前から独自のCAD製品 CATIA があるが、買収後も製品の統合整理は行われず、製品としての独立性は保たれている。ただし、CATIA V5とSolidWorksは機能的に類似している部分が多く、CATIA V5からSolidWorksへ導入された機能としては2003のマルチボディ（1パーツ内で複数のソリッドを持つこと）、2004には材質（金属、プラスチック等）を入力するとx体積で自動計算することにより質量を容易に求めることができる。逆にSolidWorksからCATIA V5へはスケッチパターン、Excelによる設計テーブルなどの機能が提供された。
その操作性によりデザイン用途の利用者も存在するが、本質的には機械設計用のCADであり、複雑なコンポーネントよりはコンシューマ商品など少量で多品種のバリュエーションの多いメーカーやサプライヤーの運用に向く。
工業高校などの教育機関にはライセンスが安価で提供されており、授業や実習などで導入されているところもある。

### 機能体系
新機能のほとんどを標準パッケージに追加し、商品ラインナップがシンプルであるため、商品の選択・把握が容易である。
CAMなどの特定業務向けの機能は自社では提供せず、サードパーティ企業がプラグイン機能やライブラリとしてサードベンダーが供給する。ユーザは同種のアプリケーションでも複数のメーカから必要な応用機能を選択購入ができる。

## SolidWorksの機能構成
下位の機能を包含する形で4段階のパッケージが提供されている。高額のパッケージには、多機能を求めるユーザ向けの補助的なツールが追加されている。最安価のパッケージでも、モデリングに必要な機能は提供される。
- SolidWorks for Makers（廉価版、商用利用不可）

SolidWorks Standardとの違い
・ネットワークへの接続が必要
・SW simulation（構造解析ツール）なし
・3DEXPERIENCE WORKS SIMULIA（シミュレーション機能）なし
・Publisher ダイアログ ボックスなし
- SolidWorks Standard（基本構成）

基本のモデラーのSolidWorksのパッケージ。
- SolidWorks Professional　（サブツールが付属する中間構成）

SolidWorks CAD Softwareの機能に加え、レンダリング、データ管理、アニメーションなどのツールを加えたパッケージ。追加ツールは3Dモデルデータの2次的な利用に便利なツールが含まれている。
- SolidWorks Premium　（最大構成）

SolidWorks Professional に加えて電気配線や配管設計を行うためのツール、構造解析SolidWorks Simulationの線形静解析のみを含んだパッケージ。

## モデラー以外の機能
SolidWorksは当初は純粋なモデラーであったが、ユーザの利用範囲の拡大と共にCADとしての必要な機能を順次追加している
構造解析の必要性においては、アプリケーション・パートナーであったCOSMOS（コスモス）を買収し、自社ブランドとした。商品はSolidWorksとは別に複数存在する。
- SolidWorks Simulation （旧商品名：COSMOSWorks）

有限要素法解析により構造解析を行えるSolidWorks統合ソフト。SolidWorksで構築したモデルを同じ画面で解析できる。
- SolidWorks Flow Simulation　（旧商品名：COSMOSFloWorks）

SolidWorks上で構築したモデルを使って流体解析をするソフト。
- SolidWorks Motion　（旧商品名：COSMOSMotion）

機構シミュレーションのプラグイン
Windows準拠からスタートしたが故に、データの管理はファイルとしての扱いであり、エクスプローラによるアイコン、サムネイル、プレビューなどを提供していたが、ユーザの増大によりデータ管理のアプリケーションが追加された。
- SolidWorks Enterprise PDM

Microsoft の SQL Server を利用したデータ管理のソフトを用意、現在はユーザを含め利用が可能になっている。3D CADのデータは、部品は部品で1ファイルとなり、組み合わせ情報を持つアセンブリ情報をもつファイルが存在し、ファイルでの扱いは煩雑。DBMSを利用したツールでは、部品の組み込み関係、親子の構造などを一貫して破綻なく管理できるため、必須の機能となっている。